# Conoeca crepuscularis
Conoeca crepuscularis är en fjärilsart som beskrevs av Edward Meyrick 1893. Conoeca crepuscularis ingår i släktet Conoeca och familjen säckspinnare. Inga underarter finns listade i Catalogue of Life.